# Archidiocèse de Santiago de Guatemala
Ne doit pas être confondu avec Archidiocèse de Santiago de Cuba, Archidiocèse de Santiago du Chili ou Archidiocèse de Santiago de los Caballeros.
L'archidiocèse de Santiago de Guatemala (en latin : Archidioecesis Sancti Jacobi in Guatemala ; en espagnol : Arquidiócesis de Santiago de Guatemala) est un archidiocèse métropolitain de l'Église catholique du Guatemala.

## Territoire
Son territoire s'étend sur les départements de Guatemala et de Sacatepéquez sur une superficie de 2 591 km2 divisé en 160 paroisses. Il possède 6 diocèses suffragants : Escuintla, Jalapa, Saint-François d'Assise de Jutiapa, Santa Rosa de Lima, Verapaz, Zacapa et Santo Cristo de Esquipulas.
L'archevêché est dans la ville de Guatemala avec la cathédrale Saint-Jacques. Dans la même ville on peut voir le sanctuaire national expiatoire du Sacré-Cœur et l'église Saint-Dominique qui garde l'image de Notre-Dame du Rosaire, patronne du Guatemala.
À Antigua Guatemala se trouve l'ancienne cathédrale Saint-Joseph, ainsi que l'église Saint-François qui conserve les reliques de saint Pierre de Betancur.

## Histoire
Le diocèse de Santiago de Guatemala est érigé le 18 décembre 1534 par la bulle Illius fulciti praesidio du pape Paul III en prenant sur le territoire du diocèse de Saint-Domingue (aujourd'hui archidiocèse de Saint-Domingue). Il est nommé suffragant de l'archidiocèse de Séville car les missions du Nouveau Monde sont sous la direction de cet archidiocèse.
Par la bulle Super universas orbis ecclesiae du 12 février 1546, le pape Paul III élève les diocèses de Saint-Domingue, Lima et Mexico au rang d'archidiocèse métropolitain. Ils sont les trois premiers archidiocèses du continent américain. Le diocèse de Santiago de Guatemala intègre la province ecclésiastique de Mexico tout comme les diocèses de Puebla de los Ángeles (aujourd'hui archidiocèse de Puebla de los Ángeles), Antequera (aujourd'hui archidiocèse d'Antequera), Michoacán (aujourd'hui archidiocèse de Morelia) et Chiapas (aujourd'hui diocèse de San Cristóbal de Las Casas).
Il cède une partie de son territoire le 27 juin 1561 pour l'établissement du diocèse de Verapaz mais celui-ci est supprimé  en 1608 et ses territoires sont restitués au diocèse de Santiago de Guatemala.
Le 16 décembre 1743, il est élevé au rang d'archidiocèse métropolitain par la bulle Ad supremum catholicae du pape Benoît XIV avec les diocèses de León en Nicaragua, Chiapas et Comayagua comme suffragants,.
Le 28 septembre 1842, il cède une autre portion de son territoire pour l'érection du diocèse de San Salvador (aujourd'hui archidiocèse de San Salvador) dont la frontière coïncide avec celui de l'État du Salvador fondé en 1839 après la dissolution de la république fédérale d'Amérique centrale.
En 1863, il acquiert le territoire correspondant à l'actuel département de Petén qui appartenait au diocèse du Yucatán (aujourd'hui archidiocèse du Yucatán).
Au XXe siècle, il cède à plusieurs reprises du territoire pour l'érection de nouveaux diocèses. Le 27 juillet 1921 pour le diocèse de Quetzaltenango Los Altos (aujourd'hui archidiocèse de Los Altos, Quetzaltenango-Totonicapán) et le vicariat apostolique de Verapaz et Petén (aujourd'hui diocèse de Verapaz). Le 10 mars 1951 pour les diocèses de Jalapa, Sololá et Zacapa. Le 9 mai 1969 pour la prélature territoriale d'Escuintla (aujourd'hui diocèse d'Escuintla) et le 27 avril 1996 pour le diocèse de Santa Rosa de Lima.
Du 16 septembre 1956 au 24 juin 1986, il est uni aeque principaliter à la prélature territoriale de Santo Cristo de Esquipulas (aujourd'hui diocèse de Zacapa et Santo Cristo de Esquipulas).
Après 1743, l'archidiocèse avait abrégé son nom en archidiocèse du Guatemala. Le 25 avril 2013, il obtient de la congrégation pour les évêques, avec le décret Quia in principio, de reprendre son ancien nom de Santiago de Guatemala, qui se retrouve à la fois dans la bulle d'érection et dans la bulle d'élévation en siège métropolitain.

## Évêques et archevêques
- Liste des évêques et archevêques de Santiago de Guatemala